# Sant Vicent de sa Cala
Sant Vicent de sa Cala és una parròquia (subdivisió municipal) del municipi de Sant Joan de Labritja, a Eivissa. Està ubicada a l'extrem nord-est de l'illa, a 73 m sobre del nivell del mar i a 3 km de la costa. El 2009 tenia 339 habitants, fortament disseminada.
Situada en una zona històricament més aïllada d'Eivissa, la parròquia s'articula sobre l'església del mateix nom, alçada entre 1828 i 1837 a tres quilòmetres a l'interior. Al seu voltant hi ha un llogaret. Geogràficament, la parròquia segueix la vall del Torrent de sa Cala, fins a arribar a la Cala Sant Vicent o sa Cala, actualment nucli turístic, al sud de la Punta Grossa. Altres véndes o llogarets són Es Murtar i Es Negres.
Hi destaca sa Cova d'es Culleram, un jaciment arqueològic d'origen púnic, on es van trobar desenes de figuretes de terracota i ceràmica.